# توماس بيرغر
توماس بيرغر (بالتشيكية: Tomáš Berger)‏ (22 أغسطس 1985 ببراغ في التشيك - ) هو لاعب كرة قدم تشيكي في مركز الوسط. لعب مع دوكلا براغ وفيكتوريا بلزن وFK Dukla Prague ‏.

## وصلات خارجية
- توماس بيرغر على موقع قاعدة بيانات كرة القدم.إي يو (الإنجليزية)
- توماس بيرغر على موقع Soccerway.com (الإنجليزية)